# Synamedia
Synamedia Ltd. (anciennement Service Provider Video Software Solutions de Cisco Systems, puis NDS Group Ltd., et plus tard Cisco Videoscape) est un fournisseur de technologie vidéo dont le siège se trouve à Staines-upon-Thames, au Royaume-Uni. Ses produits couvrent la distribution et la livraison de contenu, le traitement vidéo et la sécurité vidéo.

## Historique
La société, créée en 1988 sous le nom de News Datacom en Israël, offre une technologie de cryptage pour les émissions par satellite. Cette technologie, appelée chiffrement RSA, a été développée par le cryptographe israélien Adi Shamir et par Amos Fiat. En 1992, la société est rachetée par News Corporation puis renommée News Digital Systems (NDS),. En 2012, Cisco Systems Inc. acquiert NDS  et devient le point de départ de l'activité SPVSS (Service Provider Video Software Solutions) de Cisco. En mai 2018, Permira acquiert l'activité SPVSS de Cisco, acquisition qui comprend la plate-forme Cisco Infinite Video, l'ancien portefeuille de traitement vidéo de Scientific Atlanta, l'enregistrement vidéo numérique dans le cloud, le traitement vidéo, la sécurité vidéo et le middleware vidéo. En octobre 2018, l'entreprise est lancée sous le nom de Synamedia.
Le leadership de Synamedia comprend Abe Peled, président; Paul Segre, PDG; AJ Heer, vice-président des ventes  et Bijal Patel, directeur financier . Yves Padrines, ancien vice-président du fournisseur de services mondial chez Cisco, en est nommé PDG par Permira Group en 2018,. La société possède des bureaux au Royaume-Uni, aux États-Unis, au Canada, en Belgique, en Israël, en Inde et en Chine.
Les clients de Synamedia comprennent des fournisseurs de télévision payante par satellite et par câble, des entreprises de médias et d'autres acteurs de la distribution OTT directe aux consommateurs. Elle compte plus de deux cents clients de la télévision payante et des médias, notamment AT&T, beIN, Bharti Airtel, Charter, Comcast, Cox, Disney, Etisalat, Foxtel, Liberty Global, OSN, Rogers, Sky, Tata Sky, Verizon, Vodafone et YES,.
En janvier 2020, Synamedia conclut un partenariat avec Pearl TV pour rejoindre la Phoenix Model Market Initiative.

## Produits
Les plates-formes de Synamedia pour le câble, le satellite et l'IPTV incluent Foundation  pour les solutions de diffusion et hybrides, et la plate-forme Infinite fonctionnant en Cloud computing.
En 2019, Synamedia lance son produit Credentials Sharing and Fraud Insight, qui permet aux partenaires de télévision payante et aux entreprises OTT de suivre et d'empêcher le piratage et le partage de mots de passe.
Le portefeuille Synamedia Video Network comprend Digital Content Manager (DCM) qui transforme les architectures de distribution en un environnement de traitement vidéo virtualisé basé sur IP, plateforme utilisée dès octobre 2019 par Discovery. Le DCM virtualisé Synamedia avec Smart Rate Control and Automation offre une distribution de bande passante, des capacités de stockage et des expériences de visualisation haute définition pour le streaming ABR en direct ou bien en différé. Le Synamedia Video Network Service Manager est une plate-forme basée sur des micro-services qui aide les opérateurs et les producteurs vidéo à mettre rapidement à jour leurs gammes de programmation et leurs offres groupées. La tête de réseau Converged est conçue pour aider les fournisseurs de télévision payante à passer aux services logiciels et peut être déployée sur site, dans le cloud ou dans un environnement hybride.
Synamedia, en partenariat avec Sky, a développé une plateforme de ciblage publicitaire personnalisé, AdSmart, qui diffuse des publicités télévisées aux ménages en fonction de leurs profils,, et uniquement en présence de la cible.

## Les références
1. ↑  « https://www.linkedin.com/company/synamedia/about/ »
2. ↑  « The Israeli algorithm inside your satellite box », Israel21c, 5 juin 2005 (consulté le 24 mars 2020)
3. ↑  « Cisco Sells Bought Israel-based NDS Back to Previous Owner – for Just a Fifth of the Price It Paid », Haaretz,‎ 1er mai 2018 (lire en ligne, consulté le 24 mars 2020)
4. ↑  « Cisco's Just Sold Video Services Unit Rebranded as ‘Synamedia’ », Multichannel (consulté le 24 mars 2020)
5. ↑  « Bye Bye Cisco Video Software, Hello Synamedia », Light Reading (consulté le 24 mars 2020)
6. 1 2  « Big spinoffs by Cisco, Ericsson and Nokia redraw the media tech sector », FierceVideo, 4 octobre 2018 (consulté le 24 mars 2020)
7. ↑  (en) « Synamedia emerges after acquiring Cisco's video services business », FierceVideo, 4 septembre 2018 (consulté le 24 mars 2020)
8. ↑  (en) « newest legend », CSI (consulté le 19 novembre 2020)
9. ↑  (en-GB) « Former BBC Studios exec to head Synamedia’s addressable advertising business », Broadband TV News, 27 août 2019 (consulté le 27 mars 2020)
10. ↑  Yves Padrines appointed CEO of Cisco Spin Off Company
11. ↑  (en-GB) « Padrines named CEO for Permira Cisco spin-out », Broadband TV News, 4 juin 2018 (consulté le 31 mars 2020)
12. ↑  Interview: Yves Padrines, Synamedia
13. ↑  (en) « Synamedia CEO Yves Padrines on Password Sharing, Targeted Linear Advertising and the ‘New Bundle’ », NextTV (consulté le 27 mars 2020)
14. ↑  (en-GB) « Synamedia opens for business, appoints Americas VP », Digital TV Europe, 29 octobre 2018 (consulté le 27 mars 2020)
15. ↑  (en) « Etisalat's E-Vision launches multi-tenant OTT service », DigitalStudioME (consulté le 31 mars 2020)
16. ↑  (en) « עידן הסטרימינג: הטלוויזיה מתעוררת לחיים », ynet,‎ 2 décembre 2019 (consulté le 31 mars 2020)
17. ↑  « CES 2020: Synamedia, Pearl partner for Phoenix Model Market Initiative | Infrastructure | News | Rapid TV News », www.rapidtvnews.com (consulté le 31 mars 2020)
18. ↑  (en-GB) « Synamedia highlights cloud migration and credential sharing at CES », Digital TV Europe, 4 janvier 2019 (consulté le 15 juin 2020)
19. ↑  Mahoney, « Spinning a Well-Known Brand Into Something New », OTT Executive, été 2019
20. ↑  (en) Roettgers, « Video Services May Use Artificial Intelligence to Crack Down on Password Sharing », Variety, 3 janvier 2019 (consulté le 15 juin 2020)
21. ↑  (en) Baumgartner, « Synamedia CEO Seeks New Video Service Tangents », Light Reading (consulté le 15 juin 2020)
22. ↑  (en) « Synamedia aids Discovery’s cloud migration », CSI (consulté le 15 juin 2020)
23. ↑  (en-GB) « Synamedia debuts software-centric Converged Headend », Broadband TV News, 29 mai 2019 (consulté le 15 juin 2020)
24. ↑  (en-US) Frankel, « Synamedia Thinks Outside of the (Set-Top) Box », Multichannel (consulté le 15 juin 2020)
25. ↑  (en-GB) « Synamedia’s Padrines: television advertising still works », Broadband TV News, 11 mai 2020 (consulté le 15 juin 2020)
26. ↑  How AdSmart works